# گلیز ۸۰۶
گلیز ۸۰۶ یک ستاره است که در صورت فلکی ماکیان قرار دارد.